# Bobulińce
Bobulińce (ukr. Бобулинці, Bobułynci) – wieś na Ukrainie, w obwodzie tarnopolskim, w rejonie czortkowskim. Przez wieś przebiega droga terytorialna T 2006.
Do 2020 w rejonie buczackim.

## Historia
Pod koniec XIX w. na obszarze dworskim znajdowała się karczma Zabawa. W 1901 działała gorzelnia Mojżesza Dawida Aschkenazego i Beniamina Kaufmanna. W 1909 we wsi odnaleziono meteoryt, który trafił do zbiorów Muzeum Podolskiego w Tarnopolu.
Po zakończeniu I wojny światowej, od listopada 1918 rok do lata 1919 Bobulińce znajdowały się w Zachodnioukraińskiej Republice Ludowej.
W II Rzeczypospolitej miejscowość stanowiła początkowo samodzielną gminę jednostkową. 1 sierpnia 1934 roku w ramach reformy na podstawie ustawy scaleniowej została włączona do zbiorowej gminy wiejskiej Petlikowce Stare w powiecie buczackim, w województwie tarnopolskim.
W 1931 r. wieś liczyła 384 zagrody i 1819 mieszkańców. W lipcu 1941 r. nacjonaliści ukraińscy z OUN zamordowali 4 Polaków. Z kolei w nocy z 13 na 14 marca 1944 r. oddział UPA wymordował 38 polskich mieszkańców, w tym ks. Józefa Suszczyńskiego (ur. 1909) oraz ranił ciężko 10 innych osób.
Ocaleli ci z Polaków, którzy ukryli się u sąsiadów – Ukraińców, co odnotowano w Kresowej księdze sprawiedliwych Instytutu Pamięci Narodowej.

## Zabytki
- Zamek w Bobulińcach,  wybudowany w XVII w.[8]
- Kościół pw. św. Antoniego[9] (1892), ob. w stanie posuniętej ruiny
- Parterowy dwór z ogrodem spacerowym.

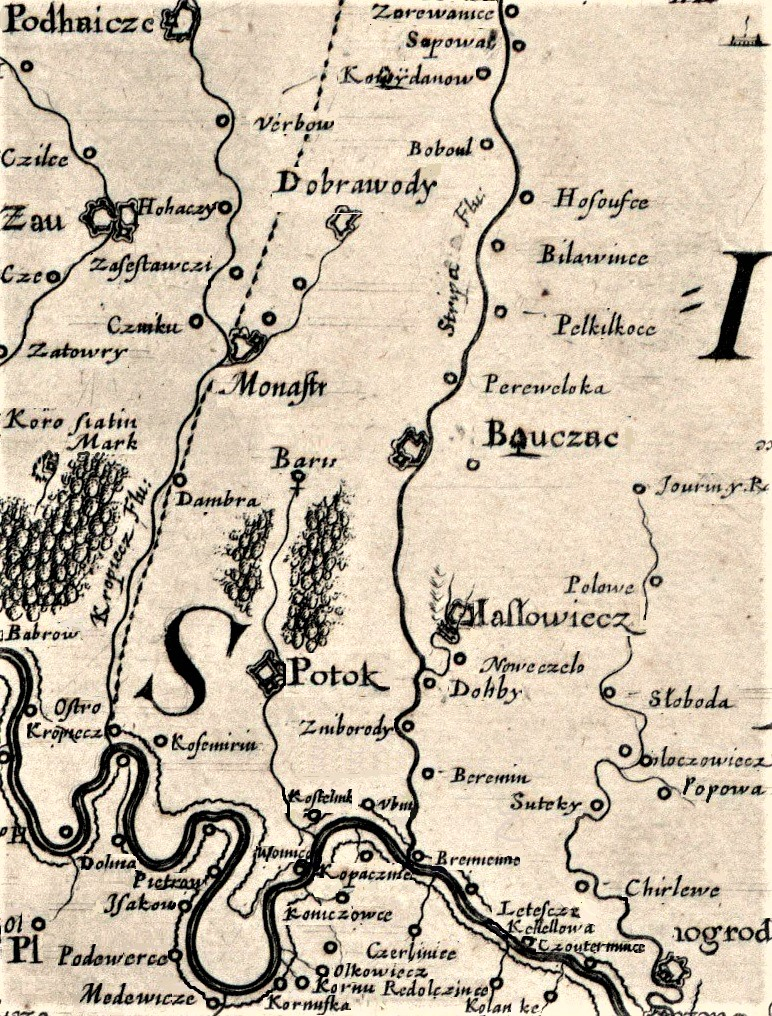
Baboul na mapie z 1650
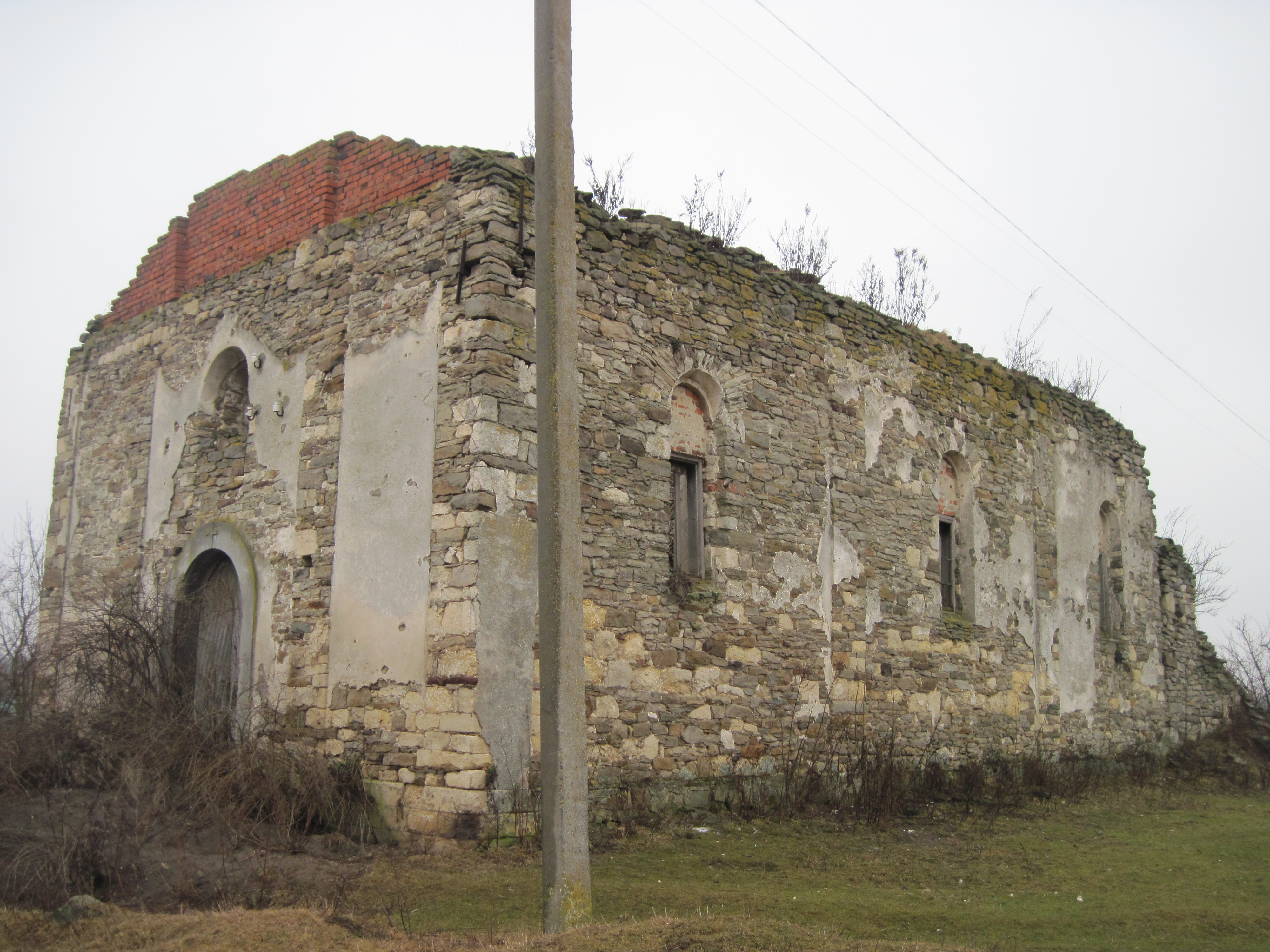
Kościół pw. św. Antoniego, 2015

## Urodzeni w Bobulińcach
- Maria Aniela Krasicka z domu hrabina Brzostowska (1816-1903), właścicielka ziemska
- Stanisław Sobotkiewicz[10] (1914–1993) – polski pisarz[11].